# Raghunathchak
Raghunathchak è una suddivisione dell'India, classificata come census town, di 5.477 abitanti, situata nel distretto di Bardhaman, nello stato federato del Bengala Occidentale. In base al numero di abitanti la città rientra nella classe V (da 5.000 a 9.999 persone).

## Geografia fisica
La città è situata a 23° 35' 37 N e 87° 07' 33 E.

## Società

### Evoluzione demografica
Al censimento del 2001 la popolazione di Raghunathchak assommava a 5.477 persone, delle quali 2.953 maschi e 2.524 femmine. I bambini di età inferiore o uguale ai sei anni assommavano a 691, dei quali 364 maschi e 327 femmine. Infine, coloro che erano in grado di saper almeno leggere e scrivere erano 3.340, dei quali 2.033 maschi e 1.307 femmine.